# Contamina
Contamina es un municipio y localidad española de la provincia de Zaragoza, en la comunidad autónoma de Aragón. El término municipal, ubicado en la comarca de la Comunidad de Calatayud, en el curso alto del río Jalón, tiene una población de 33 habitantes (INE 2024).

## Geografía

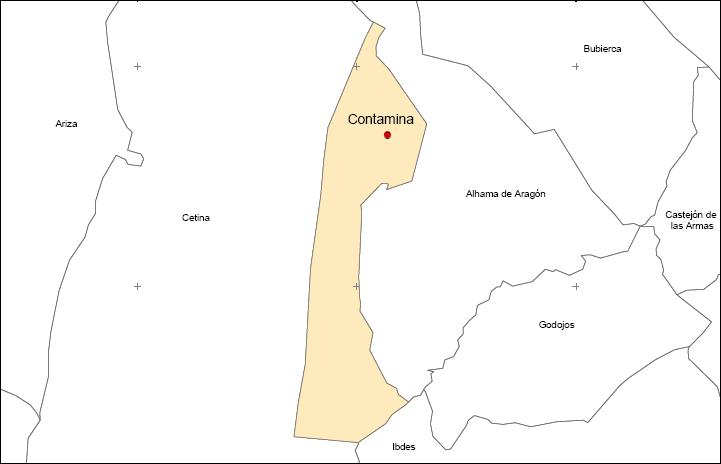
Término de Contamina

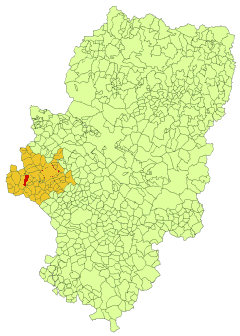
Contamina en la comarca de Calatayud

Se encuentra integrado en la comarca de Comunidad de Calatayud y se localiza a 113 km del centro de la capital provincial por la autovía del Nordeste, que atraviesa el término municipal entre los pK 204 y 205.  El municipio se enmarca en pleno Sistema Ibérico zaragozano, en la denominada depresión Ibérica, recorrida transversalmente por el río Jalón y protegida al noreste por la sierra de Cetina, con elevaciones de más de 850 m de altitud. La ribera sur del río Jalón tiene el relieve característico de la zona con barrancos y arroyos en ascenso progresivo hasta el pico llamado Hoya del Moro (912 m), cerca ya de la sierra de Solorio. El núcleo urbano de Contamina se halla a 669 m de altitud, muy cerca del río Jalón.
| Noroeste: Cetina | Norte: Alhama de Aragón | Noreste: Alhama de Aragón |
| Oeste: Cetina    |                         | Este: Alhama de Aragón    |
| Suroeste: Cetina | Sur: Jaraba             | Sureste: Ibdes            |

El municipio está a 29 km de Calatayud. Tiene una extensión de 13,69 km² (el 0,55 % de la superficie comarcal) y un perímetro de 23,47 km. Limita al norte y oeste con Cetina, al norte y este con Alhama de Aragón, y al sur con Ibdes. La población de Contamina era de 35 habitantes en 2016, ubicados en el núcleo urbano, excepto un diseminado que alberga 2 habitantes. La población de Contamina representa el 0,09 % del total de la comarca, siendo su densidad de población densidad de 2,57 hab./km².

## Historia

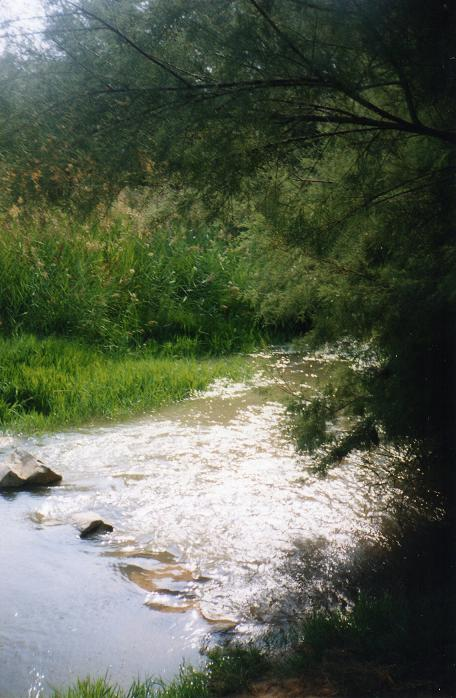
Paso natural por el Jalón

El origen del nombre  Contamina proviene del latín CONDOMIN(I)A (conjunto-dominio). Contamina se encontraba en la senda del Camino Real, la vía real principal hacia Madrid, y en la Edad Media era el asentamiento de los establos para los caballos del servicio Real de Correos.
El primer texto en que aparece el nombre de Contamina data de 1206, donde se pone fin a la disputa surgida por la decimaria de Contamina. En 1257 el obispo de Tarazona concede cuarenta días de indulgencia a todos los fieles que acudan a la iglesia de San Bartolomé de Contamina en el día de su festividad. En 1313 se encarga a Bernardo Helie, decano y al capítulo de la colegiata, para ocuparse de la construcción de la nueva iglesia de San Bartolomé en Contamina, estableciendo que debe ser erigida sobre un buen alizace de huecas piedras vivas y gruesas, y sobre una buena y firme tierra y debe tener sobre el suelo de esta iglesia dos palmos de alizar, además sobre el alizace se debe obrar cinco tapias en alto, y construir por un buen maestro en la iglesia dos arcos de piedra viva y de argamasa, poner lomeras y los cobijos, ripias y solduras, reglas y las tejas de las alas de la iglesia necesarios. Este recibe de Fernando Pérez de Arbús la cantidad de 60 sueldos jaqueses para la ejecución de dicha construcción. En 1361 el rey Pedro IV dona el dominio de Contamina a Pedro Carrillo. En 1646 Contamina fue entregado por el rey Felipe IV a Alonso Fernández de Heredia Pérez de Pomar, al que se le otorga el condado de Contamina. En los diarios de Lady Holland, el conde de Contamina fue mencionado favorablemente como apoyo a las fuerzas inglesas contra Napoleón durante la Guerra de la Independencia.
A mediados del siglo XIX el lugar tenía contabilizada una población de 90 habitantes. Aparece descrito en el sexto volumen del Diccionario geográfico-estadístico-histórico de España y sus posesiones de Ultramar de Pascual Madoz de la siguiente manera:

CONTAMINA: ald. con ayunt. en la prov., aud. terr. y c. g. de Zaragoza (20 leg.), part. jud. y adm. de rent. de Ateca (3), dióc. de Tarazona (12): sit. á la falda de una sierra: es combatida por los vientos N. y O. Su clima es templado, aunque sano, propenso á calenturas intermitentes. Tiene 30 casas inclusa la consistorial, escuela de niños concurrida por 10 alumnos y dotada con 500 rs. anuales; igl. parr. (San Bartolomé). Confina el térm. N. Embiel de Ariza; E. Alama; S. con el de Godojos, y O. Cetina. El terreno es fertil, parte de regadio bañado por el r. Jalon, el cual tiene su origen en Esteras, y parte secano plantado de cepas: cruza por medio del pueblo la carretera de Madrid á Zaragoza: los demas caminos son locales: el correo se recibe de Alama por peaton. prod.: trigo, centeno, cebada, avena, habichuelas, cáñamo, patatas y vino; se cria ganado lanar, caza de perdices, conejos y liebres. Tiene 19 vec. y 90 alm. cap. imp.: 300,000 rs. contr.: 3,833 rs. vn.
(Madoz, 1847, p. 570)

Al principio de la Guerra Civil Contamina cayó en el bando sublevado continuando con la ocupación de la mayor parte de la provincia de Zaragoza por las fuerzas franquistas en el verano de 1936. En agosto de 2009, tras 43 años sin nacimientos, nació un niño en el municipio.

## Demografía
Contamina cuenta con una población de 33 habitantes (INE 2024).
| Gráfica de evolución demográfica de Contamina entre 1842 y 2021                                                     |
| |
| Población de derecho según los censos de población del INE Población de hecho según los censos de población del INE |

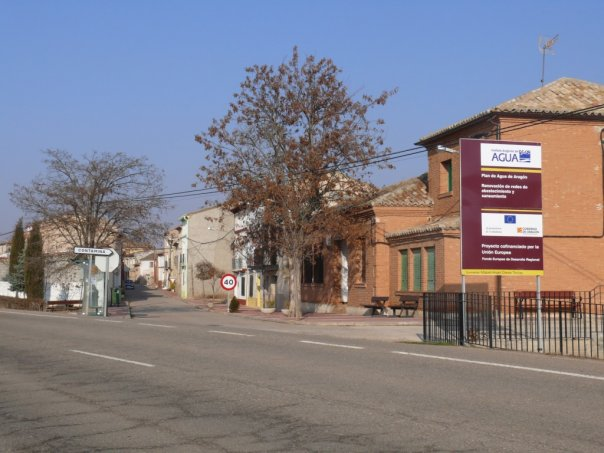
Entrada de Contamina

La población del municipio de Contamina es de alrededor de 50 habitantes (52 según el censo de 2001 y 38 según el padrón municipal de 2010) en invierno, estando la población estacional máxima estimada en 120. El número de habitantes ha venido descendiendo continuamente desde 1940 hasta 2000, con especial incidencia en las décadas de 1960, 1970 y 1980. Esta tendencia es similar al continuo descenso sufrido en la mayoría de zonas rurales aragonesas, si bien los datos para el conjunto de la Comarca Comunidad de Calatayud son mejores, registrándose descensos algo menores. En los últimos años, el descenso se ha acentuado, con una reducción del 35,6% para el periodo 2000-2009, tendencia opuesta al total comarcal, que registra un incremento del 5,9% en el mismo periodo. Los 38 habitantes que registraba Contamina según el Padrón de 2009 suponen una densidad de 2,8 hab./km², muy inferior a la media de la comarca (32,6) y a la media aragonesa (28,2).

## Administración y política
| Período   | Alcalde                  | Partido |  |
| --------- | ------------------------ | ------- |  |
| 1979-1983 | Aurelio Arcos Moros      | UCD     |  |
| 1983-1987 |                          |         |  |
| 1987-1991 |                          |         |  |
| 1991-1995 |                          |         |  |
| 1995-1999 |                          |         |  |
| 1999-2003 |                          |         |  |
| 2003-2007 |                          |         |  |
| 2007-2011 |                          |         |  |
| 2011-2015 | José María Morente Arcos | PAR     |  |
| 2015-2019 | José María Morente Arcos | PAR     |  |

| Partido político    | Partido político                                   | 2003   | 2007   | 2011   | 2015   |
| Partido político    | Partido político                                   | Ediles | Ediles | Ediles | Ediles |
|                     | Partido Aragonés (PAR)                             | —      | —      | 1      | 1      |
|                     | Partido de los Socialistas de Aragón (PSOE-Aragón) | 1      | 1      | —      | —      |
|                     | Partido Popular de Aragón (PP)                     | —      | —      | —      | —      |
| Total de concejales | Total de concejales                                | 1      | 1      | 1      | 1      |

## Cultura

### Patrimonio

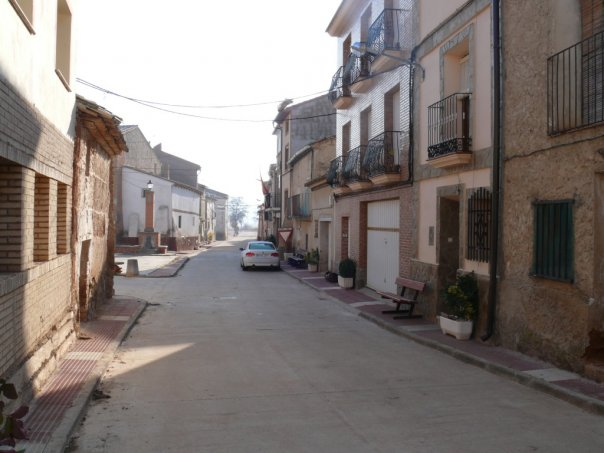
Calle Real

El conjunto urbano está formado por una agrupación de viviendas en las que pueden verse muchas de las tipologías típicas de la arquitectura popular de la comarca. Se estructuran en torno a una calle principal que en tiempos fue Camino Real. 
En la localidad existe un único monumento que esté integrado dentro del Catálogo del Patrimonio Cultural Aragonés por la Dirección General de Patrimonio de la Diputación General de Aragón. Se trata del peirón de San Isidro, clasificado como bien de interés cultural, con la categoría de monumento.
En Contamina se encuentra la iglesia de San Bartolomé, que muestra un claro carácter barroco, levantada en el siglo XVI, compuesta por una sola nave cubierta con bóveda de lunetos donde se conserva un retablo realizado por la Escuela Aragonesa del siglo XVI, en él se narra la historia del santo en ocho tablillas. Al exterior se yergue una pequeña torre-campanario de planta cuadrada.

### Fiestas
- Fiesta en honor a San Bartolomé (23, 24 y 25 de agosto)
- Virgen del Rosario (Primer domingo de octubre)
- Romería de San Juan Niño (Fin de semana más próximo a San Juan)
- Romería Nocturna (11 de agosto, San Lorenzo)